# 一般化されたリーマン予想
リーマン予想は数学における最も重要な予想の一つである。リーマン予想は、リーマンゼータ函数のゼロ点に関する予想である。様々な幾何学的、数論的対象がいわゆる大域的L-函数により記述することができるが、大域的L-函数は形式的にリーマンゼータ函数と似ており、リーマン予想と同様にこれらのL-函数のゼロ点を問うことでリーマン予想の様々な一般化が得られる。これを一般化されたリーマン予想と呼ぶ。一般化されたリーマン予想を正しいと信じる数学者も多い。すでに証明されている一般化されたリーマン予想は（数体の場合ではなく）函数体の場合に限られる。
大域的L-函数は、楕円曲線、数体（この場合はデデキントゼータ函数と呼ばれる）、マース形式、ディリクレ指標（この場合はディリクレのL-函数と呼ばれる）とひも付けられる。デデキントのゼータ函数に対するリーマン予想の一般化は拡張されたリーマン予想(ERH)(英: extended Riemann hypothesis)、ディリクレのL-函数に対するリーマン予想の一般化は一般化されたリーマン予想(GRH)(英: generalized Riemann hypothesis)と呼ばれる。これらの2つの予想を以下で詳述する。（なお多くの数学者は、一般化されたリーマン予想という名称をディリクレのL-函数に対する場合だけではなく、全ての大域的なL-函数に対する場合を一般的に示す名称として使っている。）

## 一般化されたリーマン予想(GRH)
（ディリクレのL-函数に対する）一般化されたリーマン予想は、アドルフ・ピルツ(Adolf Piltz)により1884年に最初に定式化された。元のリーマン予想のように、素数の分布について深い関連がある。
この予想の形式的な定式化は以下のとおりである。ディリクレ指標とは、ある正の整数 k が存在し、全ての n に対し χ(n + k) = χ(n) であり、gcd(n, k) > 1 のときはいつも χ(n) = 0 であるような完全乗法的な数論的函数 χ のことをいう。そのような指標が与えられたとき、対応するディリクレのL-函数を、実部が 1 より大きなすべての複素数 s に対して、次のように定義することができる。
{\displaystyle L(\chi ,s)=\sum _{n=1}^{\infty }{\frac {\chi (n)}{n^{s}}}}
解析接続により、この函数は全複素平面で定義された有理型函数へ拡張することができる。一般化されたリーマン予想とは、全てのディリクレ指標 χ と L(χ,s) = 0 となる全ての複素数 s に対して、s の実部が 0 と 1 の間にあれば、s の実部は 1/2 となるであろうという予想である。
全ての n に対し χ(n) = 1 とすると、通常のリーマン予想となる。

### GRHの結果
ディリクレの算術級数定理によると、a と d が互いに素な自然数であれば、等差数列 a, a+d, a+2d, a+3d, … には無限個の素数が含まれる。π(x,a,d) でこの数列に含まれる x 以下の素数の数を表すことにする。もし一般化されたリーマン予想が正しければ、全ての互いに素な a と d と任意の ε > 0 に対し、
{\displaystyle \pi (x,a,d)={\frac {1}{\varphi (d)}}\int _{2}^{x}{\frac {1}{\ln t}}\,dt+O(x^{1/2+\epsilon })\quad {\mbox{ as }}\ x\to \infty }
である。ここで φ(d) はオイラーのトーシェント函数、{\displaystyle O} はランダウの記号である。これは素数定理の重要な拡張である。
GRHが正しいとすると、3(ln n)2 未満の n と互いに素な数と同じく、任意の乗法的群 {\displaystyle (\mathbb {Z} /n\mathbb {Z} )^{\times }} の真部分群は 2(ln n)2 未満の数を削除することができる。言い換えると、{\displaystyle (\mathbb {Z} /n\mathbb {Z} )^{\times }} は、2(ln n)2 未満の数の集合により生成される。このことは（他の）証明によく使われ、多くの結果が得られる。例えば（GRHの成立を仮定すると）
- ミラー-ラビン素数判定法が多項式時間で素数を判定することが保証される。（なお、GRHを前提としない多項式時間での素数判定であるAKS素数判定法は2002年に論文が出版されている。）
- シャンクス・トネリのアルゴリズム（英語版）(Shanks–Tonelli algorithm)が、多項式時間で素数を法とする平方根問題を解くことが保証される。

GRHが正しいとすると、全ての素数 p に対し {\displaystyle O((\ln p)^{6})} 未満のp を法とする原始根（p を法とする正数の乗法群の生成子）が存在する。
弱いゴールドバッハ予想も一般化されたリーマン予想から導出できる。弱いゴールドバッハ予想のハラルド・ヘルフゴットによる現在検証中の証明は、1029 より大きな全ての整数に対して予想が正しいことを示すために十分な境界値となる、特定の虚部の違いを除いた数千の小さな指標に対するGRHを検証している。（これ以下の整数は「力尽く」で既に評価されている。）
GRHが正しいとすると、ポリヤ・ヴィノグラードフの不等式(Pólya–Vinogradov inequality)の中の指標の和の見積もりは、q を指標のmodulusとすると {\displaystyle O\left({\sqrt {q}}\log \log q\right)} まで改善できる。

## 拡張されたリーマン予想 (ERH)
K を代数体（有理数体 Q の有限次元拡大体）で、整数環 OK （この環は整数環 Z の K における整閉包である）を持っているとする。a をゼロ以外の OK のイデアルとして、そのノルムを Na により表すとする。K のデデキントゼータ函数は、実部 > 1 である全ての複素数 s に対して次のように定義される。
{\displaystyle \zeta _{K}(s)=\sum _{a}{\frac {1}{(Na)^{s}}}}
ここの和は、OK のゼロでないイデアル a の全てを渡るものとする。
デデキントのゼータ函数は函数等式を満たし、全複素平面へ解析接続することができる。結果として得られる函数は、数体 K の重要な情報を有している。拡張されたリーマン予想は、全ての数体 K と ζK(s) = 0 である全ての複素数 s に対して、s の実部が 0 と 1 の間にあるならば、実際は 1/2 であろうという予想である。
通常のリーマン予想は、整数環 Z をもつ数体を Q をとると、この拡張した予想から得られる。
拡張されたリーマン予想は、チェボタレフの密度定理(Chebotarev density theorem)の「有効な」版を示唆する。つまり、拡張されたリーマン予想を仮定すれば、L/K をガロア群 G を持つ有限次ガロア拡大とし、C を G の共役類の合併とすると、C のフロベニウス共役類と x 以下のノルムの K の不分岐素数の数は、
{\displaystyle {\frac {|C|}{|G|}}{\Bigl (}\mathrm {li} (x)+O{\bigl (}{\sqrt {x}}(n\log x+\log |\Delta |){\bigr )}{\Bigr )},}
となる。ここでランダウの記号の中の定数は絶対値を取り、n は L の Q 上の次数、Δ はその判別式である。